# Bügelfibel von Charnay

Vorder- und Rückseite der Bügelfibel von Charnay – Abbildung von 1884

Die Bügelfibel von Charnay (KJ 6; O 10) ist eine merowingerzeitliche fränkische Fibel aus der zweiten Hälfte des 6. Jahrhunderts aus Charnay-lès-Chalon, Département Saône-et-Loire in Frankreich. Die Fibel trägt auf der Rückseite zwei Runeninschriften, davon eine als fast vollständiges älteres Futhark.

## Auffindung und Beschreibung
Die Fibel entstammt vermutlich aus einem Frauengrab eines mehrere hundert Gräber umfassenden Reihengräberfelds bei Charnay an einem Ufergelände der Saône, das der französische Archäologe Henri Baudot ab 1832 ausgegraben hat. Dabei wurden Funde diverser Grabbeigaben gemacht, die jedoch nicht als geschlossene Inventare überliefert wurden. Die Funde wurden in der Forschung als fränkisch mit burgundischem Einschlag bewertet, nach Helmut Roth vermutlich aufgrund der Beigaben in Form der großen und schweren silberplattierten Eisengürtelbeschläge. Möglich ist auch, dass die einheimische galloromanische (christianisierte) Bevölkerung sich den Grabbeigabensitten der neuen Herren, zunächst der Burgunden (seit 443 n. Chr.) und den folgenden Franken (seit 534), anpassten, beziehungsweise dazu zurückkehrten. Diese Gruppe ist vermutlich durch den christlichen Formenschatz der Gürtelbeschläge erkennbar.
Neben der runenbeschrifteten Fibel wurde ein fragmentarisch überliefertes mustergleiches Stück gefunden. Seit 1894 befindet sich die Fibel im Depot des Musée d’Archéologie Nationale in Saint-Germain-en-Laye (Inventar-Nr. 34722). Der Erhaltungszustand ist heute schlecht, bedingt dadurch, dass das Stück in den letzten Jahrzehnten im Museum aus ungeklärten Gründen zerbrochen ist und an den Bruchstellen verklebt wurde.
Die 9,4 cm lange Fibel besteht aus feuervergoldetem Silberguß, hat eine rechteckige Kopfplatte einen kurzen, kräftig gewölbten Bügel und eine polierte rautenförmige Fußplatte. Kopf- und Fußplattenfelder sowie die Bügelfelder zeigen als Dekore ein schmales Stufenband (nur Kopfplatte und Bügel) und einzelne Spiralhaken, die in kleine Quadrate gesetzt wurden. Die Rückseite der Fußplatte zeigt am Rand ein umlaufendes Ornamentband in Form von Rauten das von zwei Linien gefasst ist. Die Vorderseite zeigt zwei seitlich hängende stilisierte Tierköpfe die an den Maulspalten jeweils drei Durchbrüche aufweisen sowie ein mit einem Tierkopf gestalteten Ende.
Typologisch entspricht die Fibel nordgermanischen Vorbildern und deren Nachahmungen bei kontinentalen und insularen Stämmen/Völkern wie bei den Alemannen, Angelsachsen, Franken und Thüringern. Das Stufenband des Kopfplattenfelds und des Bügels erscheint vor allem in den langobardischen Fundkontexten in Pannonien und Italien, die Spiralhaken in der ostgermanischen Bügelfibel von Aquincum. Max Martin nimmt an, dass weibliche Migranten aus der nördlichen Francia diese Fibelform in die Region Burgunds einführten. Er hält trotz der ostgermanischen Formenelemente die Fibeln für einheimisch-fränkische Produkte. Die Herstellung wird in die zweite Hälfte des 6. Jahrhunderts datiert.

## Inschriften

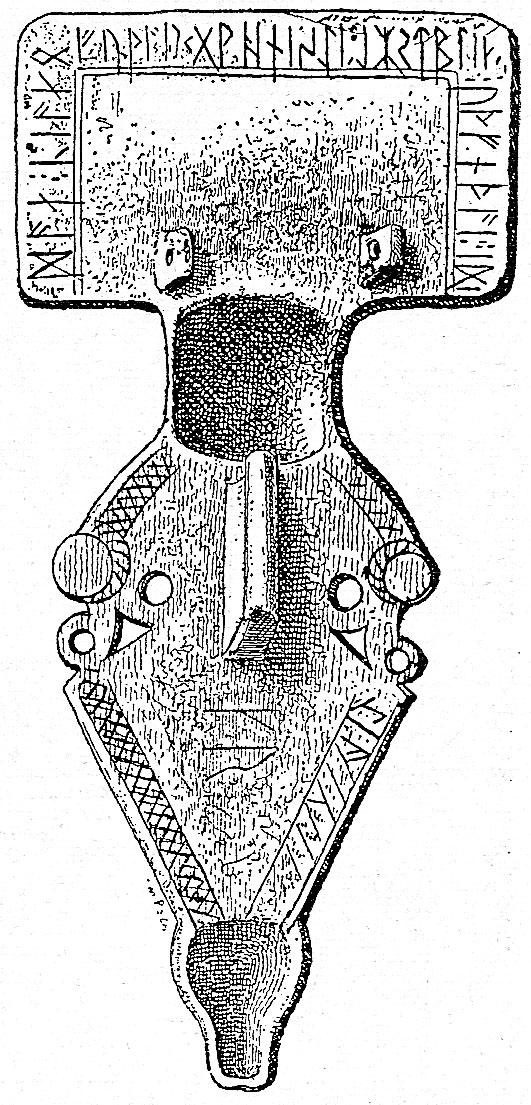
Inschrift auf der Bügelfibel von Charnay – Abbildung einer Veröffentlichung von 1934

Die Fibel trägt auf der Rückseite der Kopfplatte zwei rechtsläufige Inschriften: ein älteres Futhark an der Längsseite und ein sinnzusammenhängender Kurztext an den Schmalseiten. Auf der Fußplattenrückseite finden sich Runensequenzen unterhalb am Nadelhalter und am Rand in Höhe des Nadelhalters, die keine schlüssige Deutung zulassen.
Die Runenreihe des sogenannten Charnay-Futhark umfasst die Runen ᚠ = f bis ᛗ = m, es fehlen die letzten Runen für die Lautwerte l, ng, d, o (ᛚ ᛜ ᛞ ᛟ). Die r-Rune ᚱ erscheint in einer häufigen offener geritzten Form. Die h-Rune ᚺ zeigt mit der doppelzweigigen Variante ᚻ südgermanischen kontinentalen Charakter; anders Robert Nedoma, der anmerkt, dass der obere Zweig nur halb ausgeführt ist und daher nicht unbedingt die südgermanische Sonderheit gegeben ist. Die j-Rune ᛃ zeigt eine abweichende Form ᛋ wie sie in den Inschriften auf dem Lanzenschaft von Kragehul (Kragehul I) und auf der Scheibenfibel von Oettingen erscheint. Zwei weitere Varianten zeigen die p-Rune ᛈ die w-förmig einer vertikal gespiegelten e-Rune ᛖ ähnelt und die z-Rune ᛉ, die mit einer doppelzweigigen Form ᛯ geritzt wurde. Diese beiden Varianten sind im Korpus der Runeninschriften, beziehungsweise der überlieferten Runenreihen einzigbelegt.
- I. a: ᚠᚢᚦᚨᚱᚲᚷᚹᚺᚾᛁᛋᛇᛈᛯᛊᛏᛒᛖᛗ
  - fuþarkgwhnijïpzstbẹṃ

Die Rune Nr. 4 in I. c zeigt eine Sonderform, beziehungsweise eine Variante der l-Rune ᛚ die in der Form der angelsächsischen Futhorc k-Rune ᚳ gleicht.
- I. b:  ⋮ ᚢᚦᚠᚾᚦᚨᛁ ⋮ ᛁᛞ
  - ⋮ uþfnþai ⋮ id
- I. c: ᛞᚨᚾ ⋮ ᚳᛁᚨᚾᛟ
  - dan ⋮ ḷiano

Eine mögliche Übertragung der Inschrift ist (nach Krause): „Möge den Idda Liano (Frauenname) herausfinden“.
Die Inschriften im Bereich  des Nadelhalters  zeigen bei II. mit der k-Rune eine Variation. In III. ist die Lesung unklar ob bei den ersten Rune entweder ein ᛇ oder ᛚ, die Lesung der i- und a-Rune ist hingegen klar.
- II.: ᚴᚱ
  - k r
- III.: ᛇᛁᚨ
  - ï/ḷia

### Deutungen
Die Deutungen der Inschrift I. b + c in Relation zu I. a sind vielfältig und gilt insgesamt noch nicht als befriedigend geklärt. Der Inschrift nach wird allgemein von einer Schenkung als Zweck ausgegangen. Des Weiteren wird für die Sprache am besten ostgermanisch-burgundisch angenommen. Abweichend erklärte Elmer H. Antonsen zur Sprache unter problematischen Eingriff (Klaus Düwel) in die Runenfolge in der Sequenz I. c uþfnþai das /n/ für den Vokal /a/  zu germanisch */faþ-aj-i/ (gotisch -faþs, fadis = „Herr, Anführer“; idg. */pot-oy-i/ unter anderen zu griechisch πόσις pósis „Ehemann, Gatte“) die Sprache für westgermanisch. Er erklärt die Inschrift als „für (meinen) Ehemann Iddo. Liano“
Heinz Klingenberg, dem Opitz folgt, stellt einen christlichen Bezug zu den burgundischen Danielschnallen her, die das biblische Motiv des „Daniel in der Löwengrube“ bildlich und inschriftlich rezipieren. Klingenberg arbeitet sein Ergebnis aus, indem er syntaktische Eingriffe vornimmt um aus den allgemein als zwei Personennamen anerkannt gelesenen Iddan und Liano zu dan⁝liano umstellt indemm er das id abtrennt. Nach Klingenbergs Deutung sollte der Leser der Inschrift herausfinden, das sich hinter der formalen Schrift ein „Daniel und ein Löwe“ (zu gotisch *laíon) verberge. Klingenbergs Deutungen und kompliziertes Vorgehen werden in der Forschung abgelehnt, beziehungsweise skeptisch behandelt.
Wolfgang Krause deutet I. b + c („u(n)þf(i)nþai Iddan Liano“ = möge die Liano den Idda herausfinden) dahin, dass die Person A (Liano) den Namen der Person B (Idda) aus dem Futhark entziffern soll und somit der Zweck und die Bedeutung der Inschrift dem spielerischen Lehrzweck und Erwerb der „Runenkompetenz“ dienen soll. Düwel/Heizmann kritisieren Krauses Deutung als schwer vorstellbares Konstrukt, da ihr der nachvollziehbare „Sitz im Leben“ als wichtiger methodischer Ansatz in der Runologie fehlt.